# Povraćanje
Povraćanje je prisilno izbacivanje sadržaja želuca kroz usta i ponekad kroz nos. 

## Uzroci
Nastaje kao rezultat stimulacije centra za povraćanje u produženoj moždini (dio mozga), a usko vezana za taj centar je kemoreceptorska okidajuća zona (CTZ) koja je osjetljiva na brojne lijekove i određene metaboličke poremećaje. Centar za povraćanje mogu stimulirati i podražaji koji idu iz srednjeg uha u slučaju bolesti vožnje ("morska bolest") ili podražaji iz kore velikog mozga u slučaju psihogenog (povraćanje u slučaju emocionalnog stresa), a također mogu doći i iz perifernih dijelova tijela. Kod odraslih povraćanju obično prethodi osjećaj mučnine.
Iako su simptomi gastrointestinalnih bolesti, mučnina i povraćanje se javljaju i u slučajevima bolesti vožnje, opijanja, Ménièreove bolesti, u slučajevima migrene; povraćanje je uobičajeno u trudnoći.
Mučnina i povraćanje su nuspojave kod brojnih lijekova, ali mogu biti veliki problem kod:
- citostatika,
- anestetika,
- opioidnih analgetika,
- dopaminergičkih antiparkinsonika (levodopa i bromokriptin)

Također, mučnina i povraćanje jesu nuspojave kod radioterapije (liječenje tumora zračenjem)
Mučnina i povraćanje liječe se antiemeticima.

## Vanjske poveznice
|  | Zajednički poslužitelj ima još gradiva o temi Povraćanje |